# Andøya (Agder)
Andøya (également appelé Andabeløyna) est une île habitée de la municipalité de Flekkefjord dans le comté d'Agder, au sud de la péninsule de Norvège. 

## Description
L'île est relié au continent par un pont qui traverse un canal de seulement 2 à 3 mètres de large. Andøya est aussi relié à une île dans le sud-est, Bredalsholmen. La zone compte un peu plus de 1.000 habitants et est un très ancien chantier naval et site industriel. Le manoir Andøen était une ferme d'agrément majestueuse et a appartenu, entre autres, à par le compositeur Ole Bull de 1848 à 1855.
Sur Andøya, le Centre norvégien de protection des navires (Norsk fartøyvernsenter) est situé sur le site du chantier naval fermé de Bredalsholmen. Il est une plaque tournante nationale pour l'entretien des navires-musées et de la culture côtière digne de conservation, et dispose d'une cale sèche complète d'une capacité considérable.
Une industrie mécanique importante et avancée a été établie sur Andøya qui produit des grues offshore et d'autres équipements de navire. Les entreprises maritimes d'Andøya Industripark comprennent les sociétés TTS Sense, Norsk Metallretur , Hydramarine (MacGregor), Voca, Origo Engineering et AEG.

## Galerie

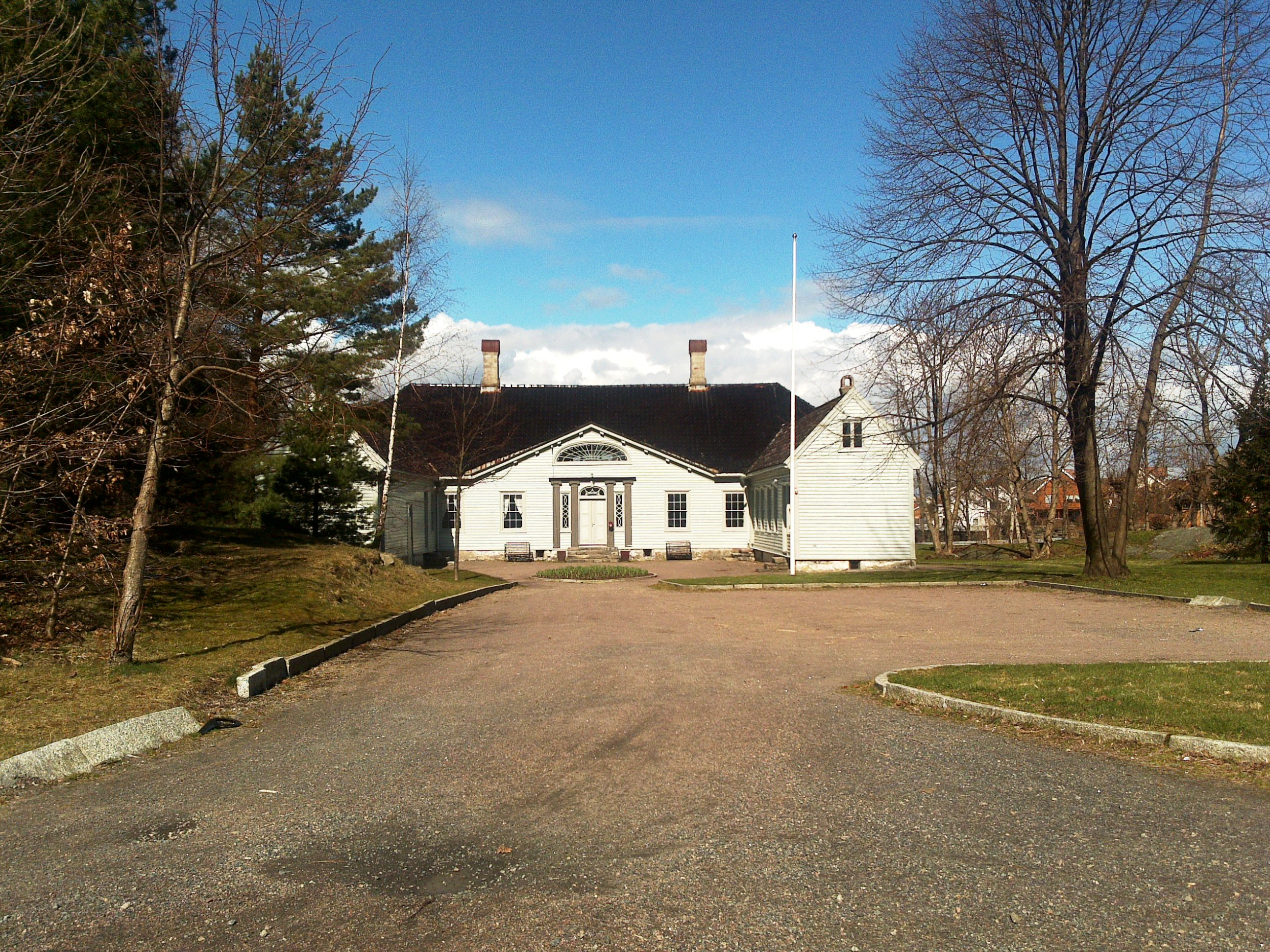
Manoir Andøen
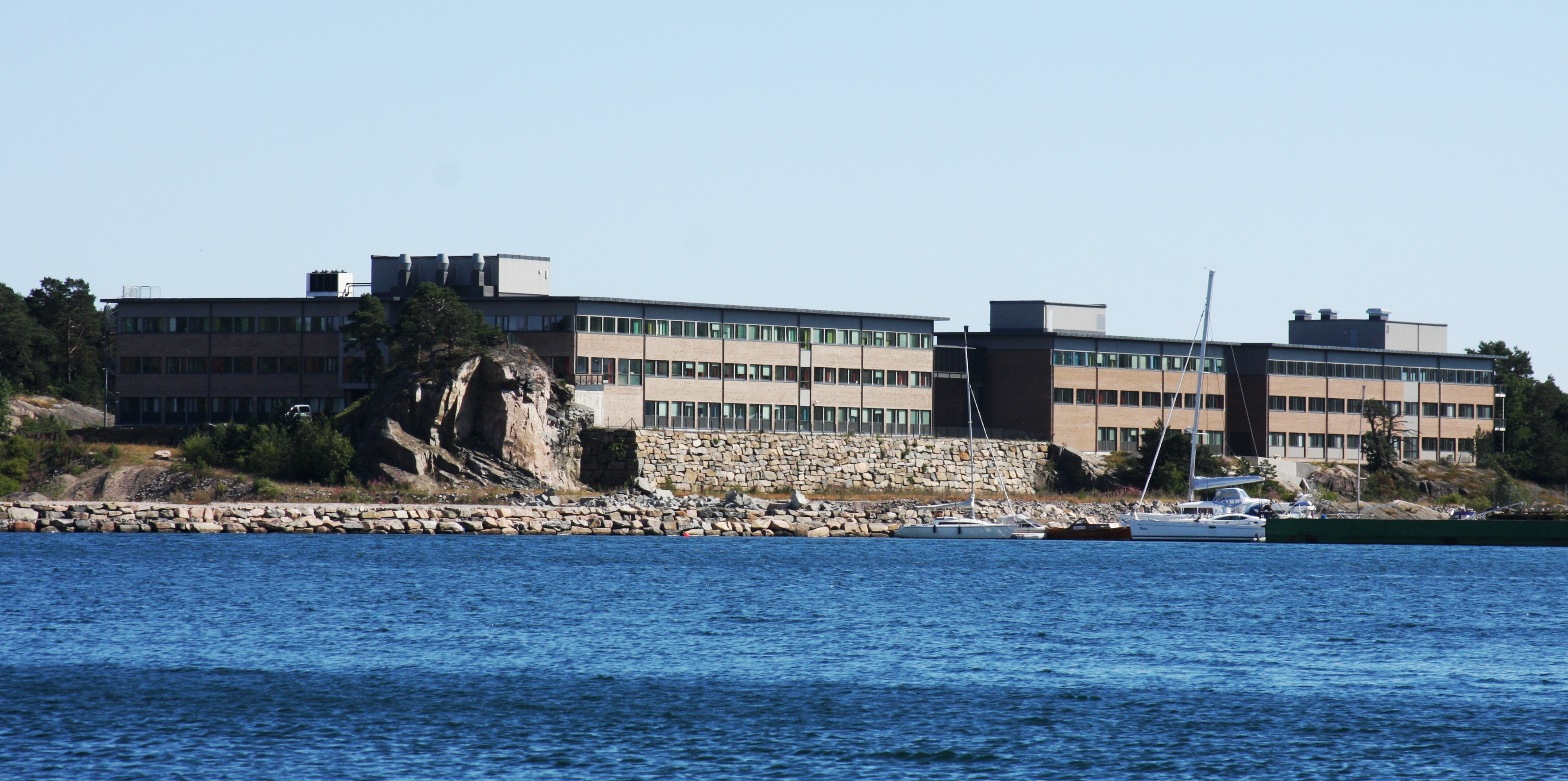
Bâtiments industriels
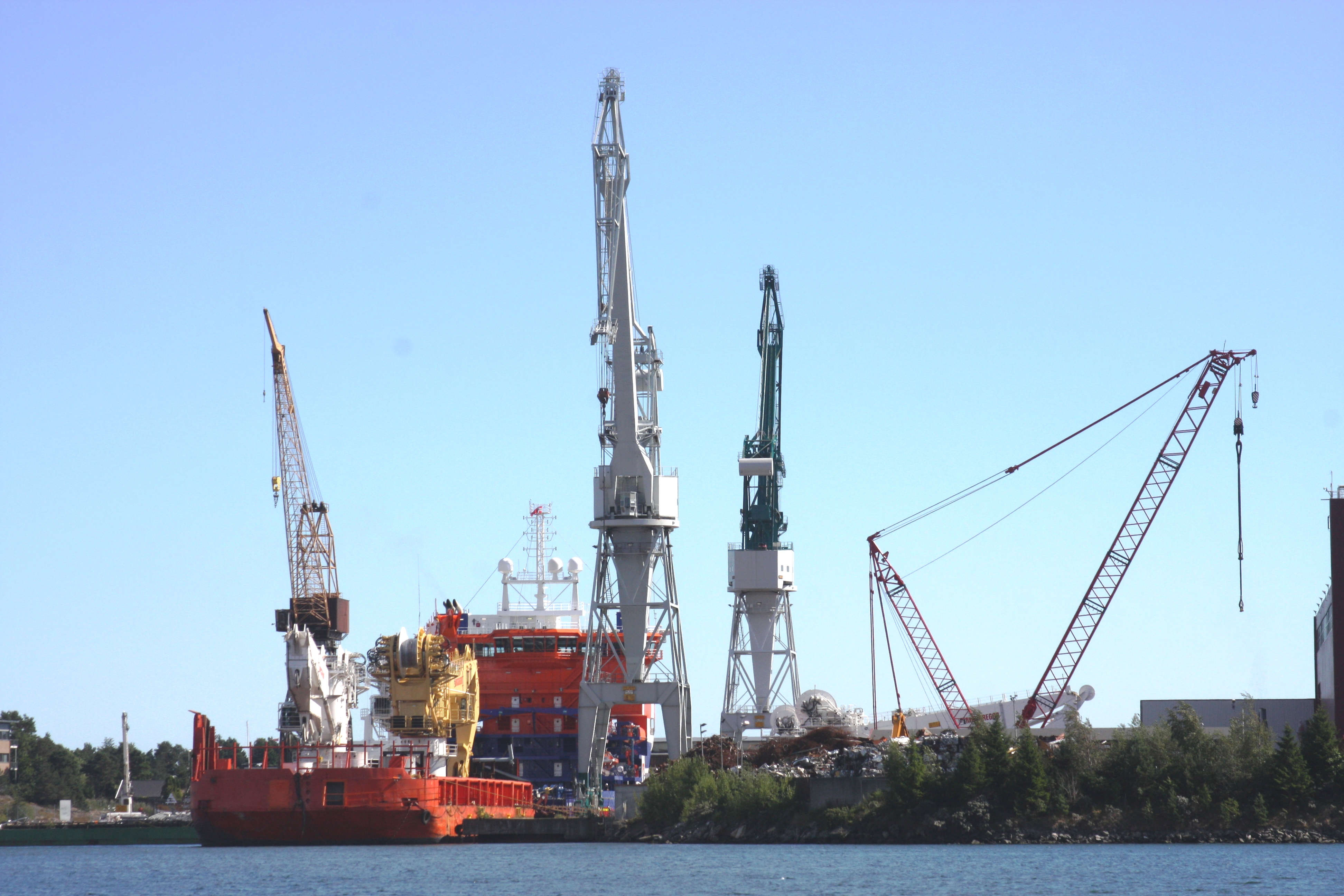
Chantier naval